# 亚莫错根
亚莫错根是一个位于中国四川省巴塘县的湖泊，面积约为3.2平方千米。